# Muis (computer)

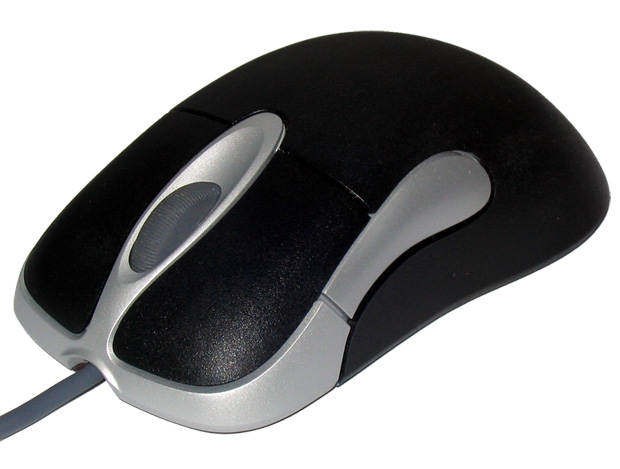
Een vijfknopsmuis

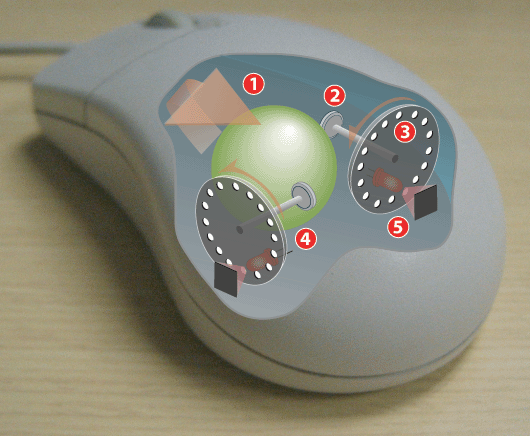
1. Door beweging draait de bal
2. X- en Y-rollers geven de beweging door
3. Optical encoding disks met lichtgaatjes
4. LED schijnt door de gaatjes
5. Lichtgevoelige sensoren geven de beweging door aan PC

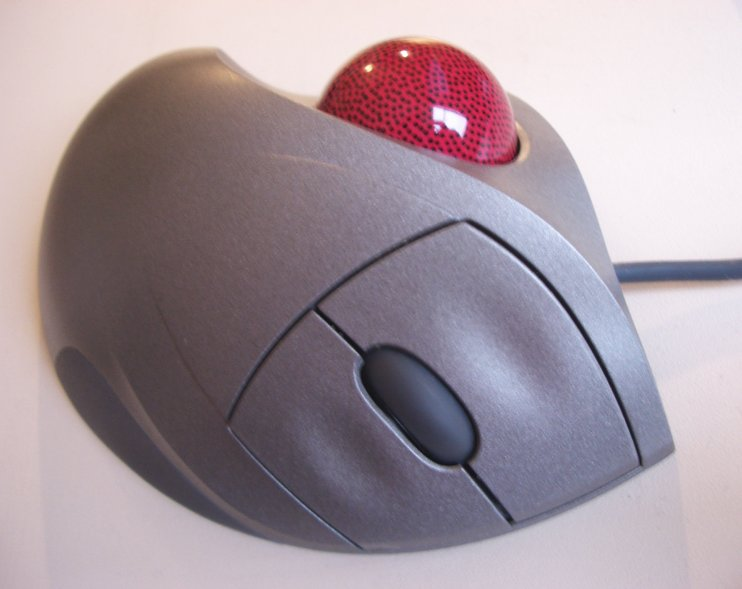
Trackball met duimbesturing.

Een muis is een aanwijsapparaat (hardware) dat aan een computer wordt gekoppeld om de positie van een cursor op het beeldscherm met een handbeweging te besturen. Daarnaast is er minimaal één drukknop aanwezig. Vanwege de gelijkenis van het apparaat met het gelijknamige dier kreeg het de naam mouse, wat in veel talen vertaald werd.

## Geschiedenis
De muis werd in 1963-1964 ontwikkeld door Douglas Engelbart en William English aan het Stanford Research Institute (SRI). Het Amerikaanse patent voor de muis of, zoals het apparaat in de officiële papieren genoemd wordt, de "X-Y Position Indicator for a Display System" ("X-Y Positie-indicator voor een Beeldschermsysteem"), staat sinds 17 november 1970 onder het nummer 3.541.541 op naam van uitvinder Douglas C. Engelbart. "Maar het was Bill English", aldus Engelbart, "die het eerste werkende prototype eigenhandig in elkaar schroefde, want English was een van die zeldzame mensen met handen die alles kunnen maken wat de ogen eenmaal hebben gezien."
Op die "oermuis" van Engelbart en English was slechts één knop aangebracht. "Maar", zo verklaart Engelbart, "wij gingen er al vrij snel toe over om drie knoppen op onze muizen te monteren. Wij gebruikten daarvoor eenvoudige drukschakelaars zoals die destijds in de handel verkrijgbaar waren. Van miniaturisering had toen nog niemand gehoord, zodat die dingen in vergelijking met de tegenwoordige schakelaars nogal lomp waren. Drie stuks was dus louter en alleen vanwege deze fysieke beperking het absolute maximum. Waren de schakelaartjes kleiner geweest, dan had ik beslist nog veel meer knoppen op de muis willen hebben. Want méér knoppen betekent vanzelf méér mogelijkheden."
Deze opvatting van de uitvinder staat in schril contrast met het uiterlijk van de eerste muis die standaard met een computer werd meegeleverd: de muis die Xerox met zijn Star-computer op de markt bracht, had slechts één knop. En hetzelfde gold lange tijd voor de muizen die onderdeel vormden van Apple-computers. Pas met de verschijning van de IBM-PC en daarmee compatibele personal computers zouden muizen weer meer knoppen krijgen.
Dankzij de muis als aanwijs- en invoerapparaat zou de latere ontwikkeling van grafische gebruikersomgevingen, zoals die van de besturingssystemen macOS en Windows een hoge vlucht nemen.
Een muis werd aanvankelijk met de computer verbonden via de seriële poort. Later werd een PS/2-interface gebruikt. Tegenwoordig hebben de muizen meestal een USB-stekker of ze werken draadloos. De verbinding gebeurt met een snoer of via een draadloos netwerk (radio, bluetooth of infrarood).
Een speciaal voor muisgebruik gefabriceerde kleine mat of plaat wordt muismat genoemd. Deze bestaat vaak uit een laagje hard plastic met daaronder een dikker stuk schuimrubber.

## Verplaatsingseenheid
Voor de verplaatsing van de muis wordt de afstand gemeten en de snelheid. De eenheid om dit te meten wordt Mickey genoemd.
In de computerindustrie wordt ook vaak gesproken over dots per inch (DPI) of counts per inch (CPI). Het geeft aan hoeveel verplaatsingen per inch worden gemeten en dit wordt vertaald naar de beweging van de muiscursor op het beeldscherm. Hoe hoger het getal, hoe sneller de muiscursor zal bewegen.
Om de snelheid te meten wordt gesproken over dots (of counts) per seconde.

## Soorten

### Mechanische muis

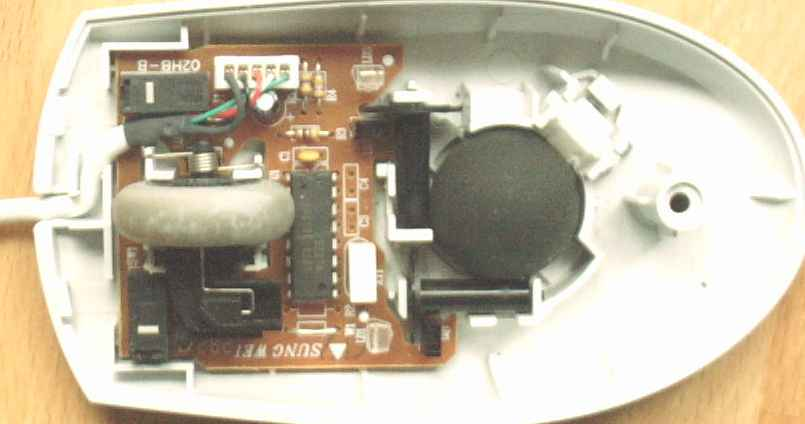
Interieur van een mechanische drieknopsmuis met scrollwieltje

De mechanische muis heeft onderaan een zware, met stroef materiaal beklede kogel (het "muisballetje"), die bij beweging van de muis over een plat oppervlak, door de wrijving met de beweging meerolt. Deze rolbeweging wordt overgebracht op twee assen, die onder een hoek van 90° met elkaar gemonteerd zijn. De assen bedienen twee lichtsluisjes, die de beweging omzetten in elektronische impulsen. Deze informatie wordt door de muisdriver en het besturingssysteem uiteindelijk omgezet naar een beweging van de cursor op de monitor. De kogel neemt vuil mee, dat op de assen wordt afgezet, waardoor de beweging van de assen wordt gehinderd. De kogel en de assen moeten daarom periodiek schoongemaakt worden. Hiertoe is de kogel demonteerbaar gemaakt.

### Optische muis

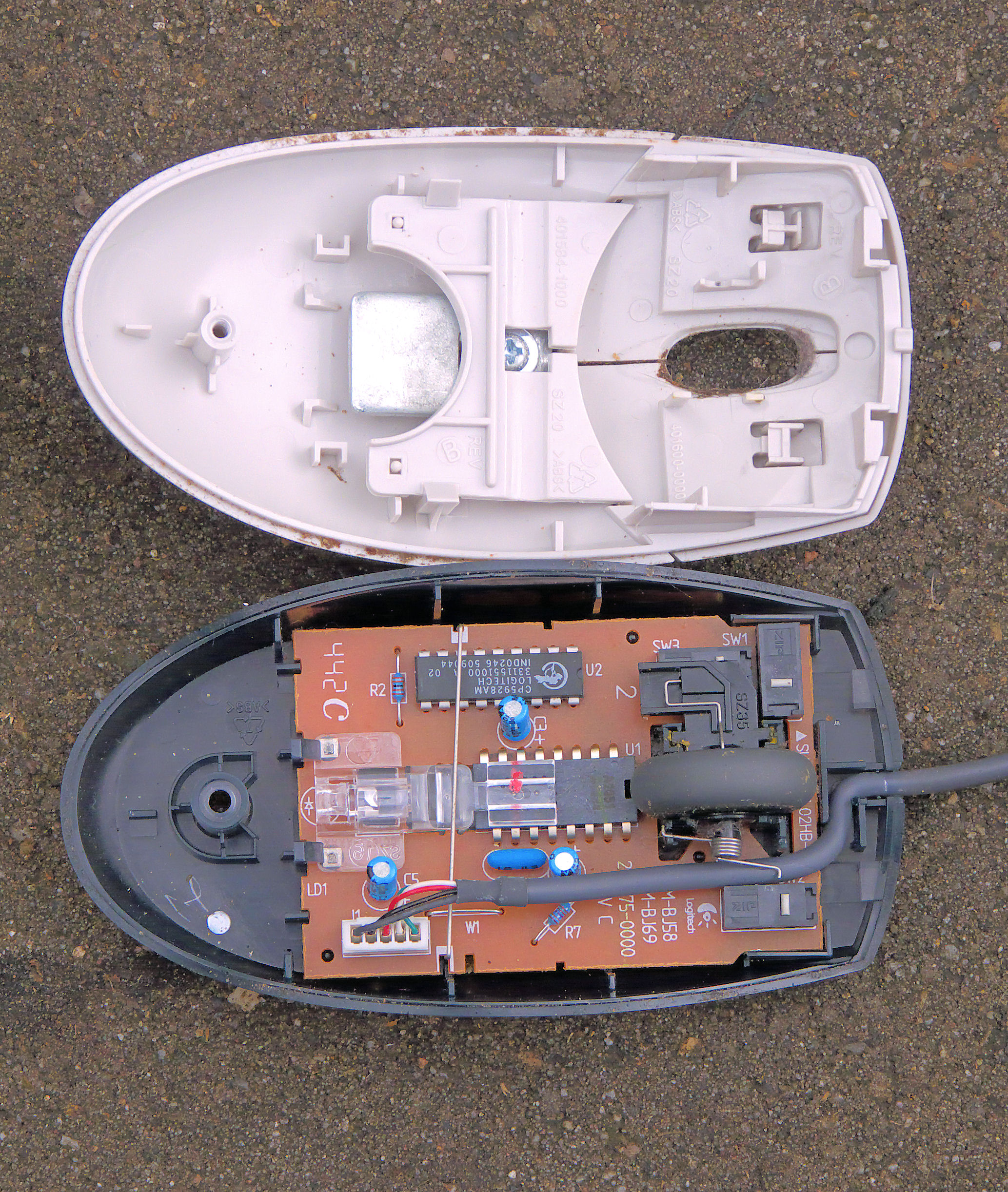
Optische muis van Logitech

Een muisvariant die minder gevoelig is voor vuil en slijtage en gladheid van het onderliggende oppervlak is de optische muis. Deze bevat een led of in het geval van een lasermuis een laser en een mini-CCD-camera, die de beweging van de muis ten opzichte van de onderlaag optisch waarneemt. De beweging van de cursor is bij gebruik van een optische muis veel beheersbaarder. Optische muizen bestaan al geruime tijd, maar waren vaak afhankelijk van een speciale muismat, met daarop een patroon van horizontale en verticale lijnen, die door een dubbele fotosensor werden "afgetast". Dit was het geval bij de eerste optische muizen die uitgevonden zijn door Steve Kirsch van Mouse Systems Corporation. Deze muismat is met de moderne optische muis niet meer nodig; de optische muis herkent tegenwoordig zeer kleine oneffenheden in de ondergrond. De meeste optische muizen hebben nog wel problemen met een sterk reflecterende, doorzichtige of absorberende ondergrond.

### Trackball
Een andere variant is de trackball of rugmuis waarbij het rolletje bovenaan op de muis wordt geplaatst. Dit heeft verschillende voordelen:
- weinig ruimtebeslag, want de 'muis' blijft op zijn plaats;
- het rolletje wordt niet vervuild door vuil dat op een oppervlakte gevallen is;
- de beweging is nauwkeuriger te beheersen met één vinger;
- de gebruiker krijgt minder snel last van een muisarm, een vorm van RSI.

Er zijn ook nadelen:
- Slepen (bewegen terwijl een knop ingedrukt gehouden wordt) is wat lastiger
- Bewegingen over wat grotere afstanden kunnen wat meer tijd kosten

### Pen-tablet
Een andere type muis is de pen-tabletcombinatie. Dit is een pen met bijbehorend tableau waarop kan worden 'geschreven'. De pen-tablet is vooral bedoeld voor artistiek tekenwerk en wordt in klinisch-chemische laboratoria gebruikt om op een tableau met een overzicht van typen cellen een bepaald type cel aan te wijzen. Ook wordt de pen-tablet gebruikt als alternatief voor de muis om de cursor te besturen en te klikken. De pen kan meer doorgeven dan alleen maar de positie van de cursor: de druk op de pen, de stand (hoek) van de pen of zelfs de rotatie van de pen. De gebruikte software moet daarvoor wel geschikt zijn. Vanaf 2007 zijn de meest gangbare tekenpakketten geschikt om de druk op de pen te gebruiken bij het tekenen.

### Penmuis
Er zijn verschillende soorten penmuizen:
- Het kan een pen-tabletcombinatie zijn (zie hierboven).
- Een pen met onderaan een heel kleine gewone muis, waardoor deze muis als een pen beetgehouden kan worden.
- Een pen die draadloos alle bewegingen aan de computer doorgeeft. Deze pen werkt in tegenstelling tot de pen-tablet op alle oppervlakken. Deze pen heeft wel een batterij nodig.

### Andere
Ook zijn er apparaten die op het hoofd gezet kunnen worden, waarbij iemand met hoofdbewegingen de cursor bestuurt. Er bestaan verschillende systemen waarbij een camera naar het oog kijkt (naar de pupil) en aan de hand van de stand van het oog de cursor op het scherm verplaatst. Daarbij is het mogelijk dat de cursor staat op de plaats waarnaar gekeken wordt. In 2009 werkt dat nog niet nauwkeurig.
Daarnaast is er de voetmuis of voetenmuis, waarmee men de cursor met de voeten bestuurt.
Het is ook mogelijk om geen muis te gebruiken, maar een webcam die naar handbewegingen kijkt. Op dit moment (2015) is dit alleen nog in gebruik bij een aantal spelcomputers.
In 2009 werkte Microsoft aan "Project Natal" waarbij iemand volledig wordt gescand en er zonder gebruik van muis of controller een spel gespeeld kan worden. Ondertussen is dit ook commercieel uitgewerkt, met de Kinect.
In laptops worden touchpads gebruikt die als vervanging van de muis kunnen worden gebruikt.

## Aantal knoppen
De eerste muis die standaard met een computer werd meegeleverd, de muis van de Xerox Star, had slechts één enkele knop en dat bleef ook heel lang zo voor de Apple Macintosh, ontwikkeld door oud-medewerkers van Xerox die voor zichzelf begonnen waren. Pas zeer recent is ook Apple gezwicht voor de verleiding van een meerknopsmuis. De meeste muizen die halverwege de jaren 80 van de 20e eeuw beschikbaar kwamen voor de oorspronkelijke IBM PC en diens klonen, hadden direct al drie knoppen, met uitzondering van de muis die door Microsoft op de markt werd gebracht; die had er namelijk slechts twee: een voor "point and click"-selectie en een voor het oproepen van zogenaamde "context-afhankelijke menu's". Tegenwoordig zijn drie of twee knoppen de norm en alle afwijkingen daarvan uitzonderingen, veelal ontwikkeld voor zeer specifieke toepassingen, zoals computer-aided design en computer-aided manufacturing.
De laatste jaren is er ook de toevoeging van een scrollwieltje, vaak verwerkt in de middelste knop. Het scrollwieltje rolt de inhoud van een venster in horizontale of verticale richting, of vergroot of verkleint die. Dit is bijvoorbeeld handig om een overzicht te hebben van lange teksten of webpagina's, zonder de plaats van de cursor te moeten veranderen. De oorspronkelijke functie van de middelste knop kan bij dit soort muizen worden geactiveerd door het scrollwieltje in te drukken.
De dubbelklik geeft een extra mogelijkheid, zonder dat daarvoor een knop toegevoegd hoeft te worden. Bij sommige oude DOS-programma's konden beide knoppen tegelijkertijd ingedrukt worden voor een extra functie, en onder het X Window System wordt dit ook gebruikt wanneer een tweeknopsmuis aangesloten is: beide knoppen tegelijk indrukken heeft dan dezelfde functie als de middelste knop indrukken op een drieknopsmuis.
Andere uitbreidingen in functies zijn mogelijk door gelijktijdig met klikken op een muisknop een toets op het toetsenbord (bijvoorbeeld "Shift", "Ctrl" of "Alt") ingedrukt te houden. Dit is gebruikelijk onder macOS met een eenknopsmuis, waar "Ctrl-klikken" (klikken terwijl de Ctrl-toets ingedrukt is) gelijkstaat aan klikken met de rechterknop op een meerknopsmuis.

## Configuratie
Tegenwoordig kunnen er verschillende zaken met behulp van een gebruikersomgeving geconfigureerd worden, zoals:
- de snelheid van de cursor voor een bepaalde beweging van de muis.
- de versnelling of vertraging van de cursor bij grote of kleine bewegingen. In Microsoft Windows heet deze optie "Precisie van de aanwijzer verbeteren", dan wordt de snelheid van de cursor kleiner bij kleine bewegingen.
- het trekken van een 'spoor' waar de muis zich bewogen heeft.
- de functie van de verschillende knoppen.
- snelheid voor het dubbelklikken.

## RSI
Door veelvuldig gebruik van een gewone muis kan RSI optreden.
Sommige mensen hebben bij gebruik van een trackball, verticale muis of penmuis minder last van RSI-klachten dan met een traditionele muis. Bij een verticale muis is de houding van de hand een kwartslag gedraaid, zoals men een joystick vasthoudt, wat een natuurlijker houding voor de hand is.
Met name de trackball maakt de kleine maar vaak herhaalde polsbewegingen van een gewone muis overbodig, maar belast de duim wel weer zwaarder. Het afwisselen van verschillende muizen kan het risico op RSI verder verkleinen.

## Merken
Er zijn verschillende fabrikanten die muizen maken, waaronder Apple, BenQ, Hewlett-Packard, Logitech, Microsoft, Razer, Trust en Samsung.